# Mario Cravo Neto
Mario Cravo Neto (né le 20 avril 1947 à Salvador de Bahia et mort le 9 août 2009 dans la même ville) est un photographe et sculpteur brésilien. Il est considéré comme l'un des plus importants photographes brésiliens contemporains.

## Biographie
Le père de Mario Cravo Neto était sculpteur, et par son intermédiaire le jeune Mario entre en contact avec des artistes et des scientifiques. En 1964 il se rend à Berlin-Ouest et se forme à la photographie. Lors de son retour au Brésil en 1966 il est l'assistant de Fulvio Roiter. En 1969 il complète sa formation à New York. Son travail de photographe est publié à partir de 1971 dans différents magazines. Il obtient un prix  de directeur de la photographie pour le film Ubirajara. Il meurt le 9 août 2009 à Salvador de Bahia d'un cancer de la peau .
Son fils Christian Cravo (en), né en 1974, est également photographe.

## Expositions
- 1976 : Modern Art Galerie, Monaco
- 1977 : Danemark
- 1978 : Panorama '78, Musée d'art moderne, Sao Paulo
- 1980 : Fotogaleria, Sao Paulo
- 2010 : Galerie Esther Woerdehoff, Paris 15e[6]

## Collections
- Museu de Arte de Sao Paulo
- Museu de Arte Moderna, Salvador (Bahia)
- Window south gallery, Sao Paulo
- Museum of Medern Art, New York[7]